# Ромсайтхонг, Пхакпхум
Пхакпхум Ромсайтхонг (тайск. ภาคภูมิ ร่มไทรทอง; также известен как Майл (тайск. มาย); род. 5 января 1992 года, Каласин, Таиланд) — тайский певец, актёр и модель. Получил наибольшую популярность благодаря роли в лакорне «КиннПорш» (2022) и фильме «Мэн Суан» (2023).

## Ранняя жизнь и образование
Пхакпхум Ромсайтхонг родился 5 января 1992 года в Каласине, Таиланд, в богатой семье Ромсайтхонгов. Сообщается, что семья владеет отелями и торговыми центрами в Таиланде. В 2017 году он окончил университет Таммасат со степенью бакалавра факультета журналистики и массовых коммуникаций.

## Карьера
Майл стал известен на сцене TU Sexy Boy, работал диджеем на радиостанции «PYNK 98 FM» и выпускал музыку под лейблом Luster Entertainment. Он снялся в клипе тайской певицы JODAI и даже попробовал себя в реалити-шоу «The Star». В 2018 году он сыграл роль Пуна в телевизионной драме «Turmeric Love with Plaster», которая транслировалась на Line TV. В 2020 году он снялся в короткометражном фильме «Ladytwenty».
Майл привлек к себе значительное внимание благодаря своей роли в тайском лакорне 2021 года «КиннПорш», где он снялся вместе с Наттавином Ваттанакитипатом. Несмотря на свои успехи в актерской карьере, Ромсайтхонг изначально не собирался делать карьеру в этой области. В интервью сингапурскому изданию журнала «Harper's Bazaar» он признался, что актерская карьера никогда раньше не приходила ему в голову. «У меня всегда была страсть к бизнесу и стратегическому планированию», — признался он изданию. Сериал добился глобального успеха, собрав широкую аудиторию поклонников и вызвав турне по пяти городам Азии: Сингапуру, Сеулу, Маниле на Филиппинах, Хошимину во Вьетнаме и Тайбэю на Тайване, — и все это благодаря своей популярности.
В феврале 2023 года Пхакпхум принял участие в зимнем показе мод Dior в Париже, Франция. В июне 2023 года Майл и Апо были назначены послами люксового бренда Dior. Его дебют на большом экране ознаменовался выходом в 2023 году тайского политического триллера «Ман Суанг», в котором он снялся вместе со своим коллегой по киноиндустрии Апо. Фильм получил признание после того, как дебютировал на Каннском кинофестивале в 2023 году. За первые четыре дня после выхода фильма в прокат в Таиланде его кассовые сборы уже превысили 24,2 миллиона тайских батов.
В 2023 году, с ноября по декабрь, совместно с актёрским составом фильма Пхакпхум отправился в тур по городам Азии: Джакарта, Тайбэй, Гонконг и Сингапур. Тур был направлен на продвижение выхода фильма, на встречах с фанатами показывался трейлер фильма, а актёры, переодетые в своих персонажей, воссоздавали сцены из фильма и взаимодействовали с фанатами.

## Фильмография

### Кино
| Год  | Название   | Роль          | Примечание                           |
| ---- | ---------- | ------------- | ------------------------------------ |
| 2020 | Ladytwenty | Майл (эп. 10) | Главная роль; короткометражный фильм |
| 2023 | Мэн Суан   | Чатра         | Главная роль                         |

### Телевидение
| Год  | Название            | Роль                       | Примечание   | Канал         |
| ---- | ------------------- | -------------------------- | ------------ | ------------- |
| 2018 | Khamin Rak Kap Poon | Безумный сэр Пун           | Главная роль | Line TV       |
| 2022 | КиннПорш            | Кинн Анакинн Теерапаньякул | Главная роль | One 31, IQIYI |

### Шоу
| Год  | Название             | Роль  | Канал        | Примечание |
| ---- | -------------------- | ----- | ------------ | ---------- |
| 2021 | คุณพระช่วย             | Гость | Workpoint TV | [ 12 ]     |
| 2021 | GACHA GACHA ท้าอร่อย 2 | Гость | Amarin TV    | [ 13 ]     |
| 2022 | Sound Check          | Гость | One 31       | [ 14 ]     |

### Появление в музыкальных видео
| Год  | Название песни | Артист         | Примечание |
| ---- | -------------- | -------------- | ---------- |
| 2018 | พะวง           | พริกไทย         | [ 15 ]     |
| 2019 | ไม่รู้สึก          | โอบ โอบขวัญ     | [ 16 ]     |
| 2020 | เพื่อนเล่น        | Mine           | [ 17 ]     |
| 2020 | เสก            | Jodai x พริกไทย | [ 18 ]     |

## Дискография
| Год  | Название песни                    | Примечание | Источник |
| ---- | --------------------------------- | ---------- | -------- |
| 2016 | ไม่อยากเห็นเธอเป็นแบบนี้ (Just enough) | Сингл      | [ 19 ]   |
| 2017 | ในความฝัน(ในของขวัญ)(Dream)         | Сингл      | [ 20 ]   |
| 2018 | อย่าถามเวลากับนาฬิกาที่หยุดเดิน          | Сингл      | [ 21 ]   |

## Концерты
| Год  | Событие               | Примечание                         |
| ---- | --------------------- | ---------------------------------- |
| 2022 | KinnPorscheWorldTour  | С актёрским составом «КиннПорша»   |
| 2023 | The Magical Man Suang | Тур в поддержку фильма «Ман Суанг» |